# Genetisk variation

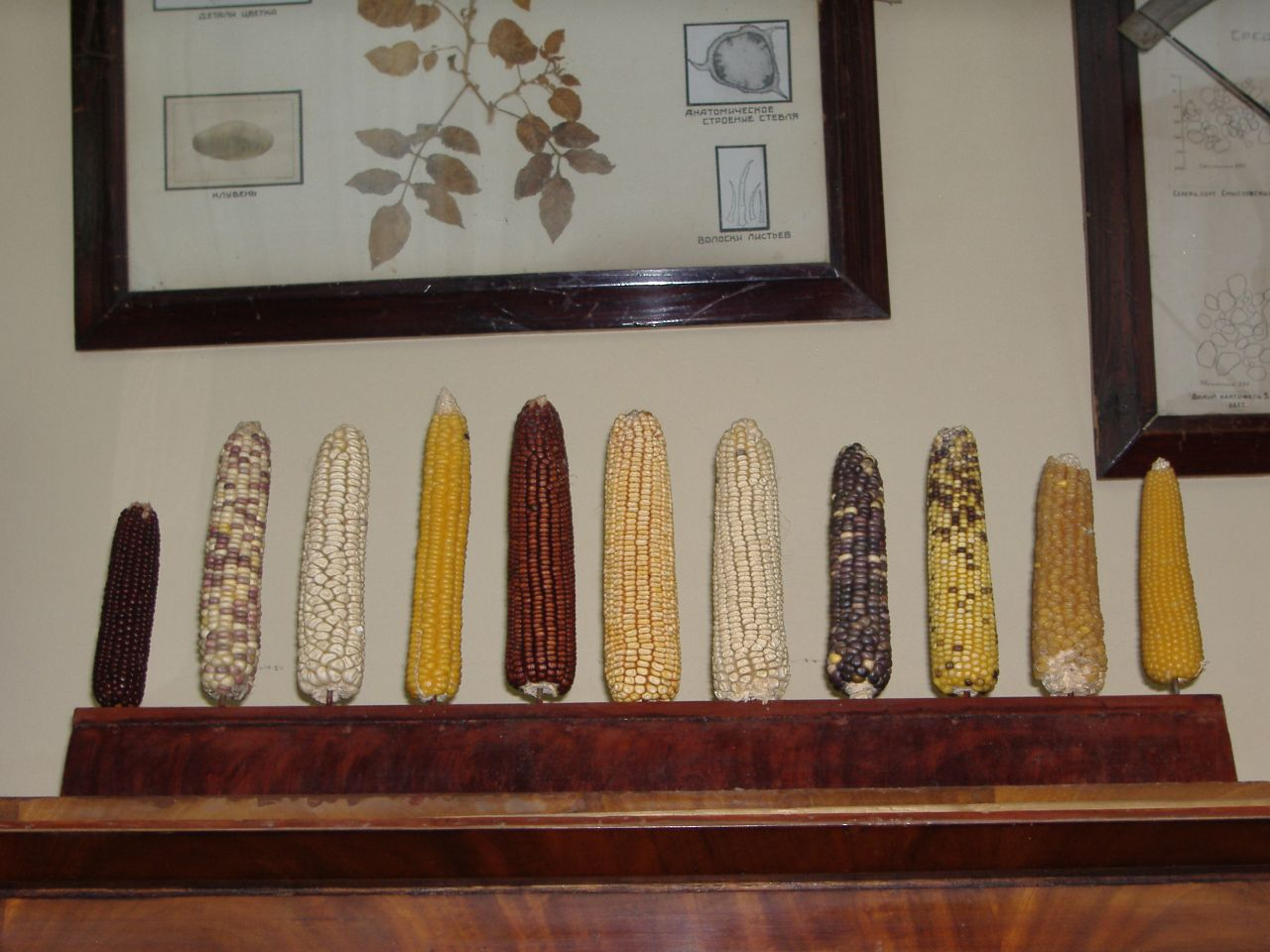
Varianter av majs på kontoret hos den ryska växtgenetikern Nikolaj Vavilov.

Genetisk variation, genetisk mångfald, är ett mått på hur genetiskt olika individer inom en population är. Genetisk variation är en förutsättning för naturligt urval, anpassning och evolution. Den skiljer sig från miljöbetingad variation genom att vara ärftlig. 
Riktat urval kan åstadkomma bestående förändringar i senare generationer endast om variationen har en genetisk komponent; urval inom en genetiskt enhetlig grupp har ingen effekt på avkomman. Genetisk variation kan visa sig i yttre skillnader mellan individer men kan också finnas dold i form av recessiva gener eller block av gener med motverkande effekt. Sådan variation utgör en variationsreserv som kan komma till uttryck vid behov av anpassning till nya förhållanden och utgör därigenom en förutsättning för artens fortbestånd. Den verkliga omfattningen av genetisk variation i naturliga populationer har upptäckts framför allt genom nya metoder att separera och karakterisera proteinmolekyler och DNA-sekvenser.
Genetisk variation skapas genom nya mutationer och genflöden mellan populationer med olika geninnehåll och minskar framför allt genom genetisk drift i små populationer. Även förädlingsarbete och avel leder till minskad variation. De enhetliga och hårt specialiserade sorter respektive raser som ofta används inom växtodling och djurhållning tenderar att utarma den genetiska variationen. Ursprungliga, länge odlade sorter har byggt upp en genetisk anpassning till lokala förhållanden och utgör värdefulla resurser i fråga om genetisk variation, som om de försvinner inte kan återskapas eller ersättas genom nya mutationer och genetisk manipulation. Insikten om detta har lett till att man nu försöker bevara gamla oförädlade husdjursraser och lantsorter av olika växter. 
Behovet att upprätthålla den genetiska variationen är därför ett problem i arbetet med att bevara utrotningshotade arter eller utrotningshotade lokala bestånd. Vad som är en tillräckligt stor population varierar beroende på arten och på förhållandena. Begreppet effektiv population betecknar det antal individer som verkligen för sina gener vidare till nästa generation. Hos till exempel polygyna arter, där en hane parar sig med flera honor, kan den effektiva populationen vara en bråkdel av hela populationen.
Genetisk variation kan mätas på flera olika sätt. Ett mått är andelen individer som är heterozygota på ett visst locus, ett annat är antalet tillgängliga alleler på ett eller flera loci. Det finns också andra metoder där man tar hänsyn till fördelningen av alleler så att variationen anses högre om fördelningen är jämn än om en allel överväger. Dessa metoder kräver analys av arvsmassan, vilket är kostsamt. Forskare kan därför också mäta variationen genom att studera egenskaper hos olika individer, antingen mellan olika populationer eller inom en population.
När en allel finns hos samtliga individer och det inte längre finns någon variation för den genen, säger man att allelen har fixerats.